# Dobbin-Linstow
Dobbin-Linstow é um município da Alemanha, situado no distrito de Rostock, no estado de Mecklemburgo-Pomerânia Ocidental. Tem 65,41 km² de área, e sua população em 2019 foi estimada em 480 habitantes.